# 秦汉新城站
秦汉新城站位于中华人民共和国陕西省咸阳市渭城区窑店街道同郡路与秦合四路交叉口西北角，是西安地铁14号线的一座地面车站，于2019年9月29日随西安机场城际铁路同步开通运营。
本站为西安地铁系统唯一的地面车站。

## 车站结构
本站为地上三层地面侧式站台车站，结构上与一般的跨站式车站类似，但并未在北侧跨咸铜铁路在兰池三路设置出入口。地上三层为商业服务层，但未投入使用。
- 站徽（2023年8月）
- 站厅（2023年8月）
- 往机场西站站台（2022年8月）
- 往贺韶站站台（2022年8月）
- 通往地上三层的通道（2023年9月）

| 地上三层 商业服务层 | 商业区                 | 商铺（未启用）                                 |
| 地上二层 站厅层     | 站厅                   | 客务中心、自动售票机、进出站闸机、长安通自助机 |
| 地面层 站台层       | 侧式站台，右侧开门     | 侧式站台，右侧开门                             |
| 地面层 站台层       | 14号线往机场西（长陵） |                                                |
| 地面层 站台层       | 14号线往贺韶（秦宫）   |                                                |
| 地面层 站台层       | 侧式站台，右侧开门     |                                                |
| 地面层 站台层       | 出入口                 | A、B出入口                                     |

## 出入口
本站共有6个出入口，其中同郡路北侧紧贴车站主体的出入口编号为A、B，同郡路南侧的出入口编号为A1、A2、B1和B2，现仅启用B、B1出入口和A2出入口的垂直电梯。
- A2出入口楼梯前的告示（2023年9月）
- 建设中的A出入口（2019年6月）

|      |                                          |              |      |
| 编号 | 指引                                     | 指引         | 图片 |
| A    | 秦简路（西）、秦合二路、秦央一路（东北） | 同郡路（北） |      |
| A1   | 秦简路（西）、秦合二路、秦央一路（东北） | 同郡路（南） |      |
| A2   | 秦简路（西）、秦合二路、秦央一路（东北） | 同郡路（南） |      |
| B    | 秦简路（东）、秦合四路、秦央四路（西北） | 同郡路（北） |      |
| B1   | 秦简路（东）、秦合四路、秦央四路（西北） | 同郡路（南） |      |
| B2   | 秦简路（东）、秦合四路、秦央四路（西北） | 同郡路（南） |      |

## 接驳公交

### 西侧西行，近A出口/东侧东行，近B1出口
| 秦汉新城地铁站 | 秦汉新城地铁站 | 秦汉新城地铁站 | 秦汉新城地铁站       | 秦汉新城地铁站 |
| 编号           | 路线           | 路线           | 路线                 | 备注           |
| -------------- | -------------- | -------------- | -------------------- | -------------- |
| 1145           | 正阳街道       | ⇆              | 西藏民族大学秦汉校区 |                |